# 1997 у Тернополі
| Роки в Тернополі ← • 1900 • 1901 • 1902 • 1903 • 1904 • 1905 • 1906 • 1907 • 1908 • 1909 • 1910 • 1911 • 1912 • 1913 • 1914 • 1915 • 1916 • 1917 • 1918 • 1919 • 1920 • 1921 • 1922 • 1923 • 1924 • 1925 • 1926 • 1927 • 1928 • 1929 • 1930 • 1931 • 1932 • 1933 • 1934 • 1935 • 1936 • 1937 • 1938 • 1939 • 1940 • 1941 • 1942 • 1943 • 1944 • 1945 • 1946 • 1947 • 1948 • 1949 • 1950 • 1951 • 1952 • 1953 • 1954 • 1955 • 1956 • 1957 • 1958 • 1959 • 1960 • 1961 • 1962 • 1963 • 1964 • 1965 • 1966 • 1967 • 1968 • 1969 • 1970 • 1971 • 1972 • 1973 • 1974 • 1975 • 1976 • 1977 • 1978 • 1979 • 1980 • 1981 • 1982 • 1983 • 1984 • 1985 • 1986 • 1987 • 1988 • 1989 • 1990 • 1991 • 1992 • 1993 • 1994 • 1995 • 1996 • 1997 • 1998 • 1999 • → Див. також: XIX століття • XXI століття |

## Річниці

### Річниці заснування, утворення
- 40 років із часу заснування Тернопільського державного медичного університету імені І. Я. Горбачевського (1957);

### Річниці від дня народження
- 25 лютого — 110 років від дня народження українського режисера, актора, драматурга і публіциста Леся Курбаса (1887—1937);
- 25 листопада — 50 років від дня народження диригента, композитора, художнього керівника колективу «Оркестра Волі» Леоніда Міллера (нар. 1947);
- 20 грудня — 90 років від дня народження українського журналіста, видавця, фармацевта Богдана Остап'юка (1907—1988).

## З'явилися
- утворено народний ансамбль бального танцю «Альянс»;
- утворено жіноче вокальне тріо «Солов'ї Галичини» Тернопільської обласної філармонії;
- уперше проведено відкриті легкоатлетичні змагання з бігу пересіченою місцевістю «Тернопільська озеряна»;
- утворено Факультет комп'ютерних технологій ТНТУ імені Івана Пулюя (існував до 2016)
- засновано видавництва:
  - видавничо-поліграфічний центр «Економічна думка» Тернопільського національного економічного університету;
  - українське книжкове приватне видавництво «Навчальна книга — Богдан»;
  - «Школярик»;
  - 1 жовтня — «Терно-граф»;
  - 8 жовтня — видавничо-поліграфічний комплекс «Укрмедкнига» Тернопільського державного медичного університету імені І. Я. Горбачевського;
- квітень — засновано громадсько-спортивний клуб «Галицькі леви — спорт»;
- 20 червня — наказом Міністерства освіти України № 218 створено Технічний коледж Тернопільського національного технічного університету імені Івана Пулюя (до того він існував як Технічний коледж);
- 24 серпня — відкриття Тернопільської класичної гімназії;
- 30 вересня — вийшов перший номер обласної газети «Медична академія», яку видає Тернопільський державний медичний університет імені І. Я. Горбачевського.

## Особи

### Народилися
- 4 січня — український велогонщик Тарас Шевчук
- 26 січня — український футболіст Андрій Капелян